# Jack Hobbs
Jack Hobbs, född 18 augusti 1988 i Portsmouth, är en engelsk fotbollsspelare (försvarare). 

## Karriär
Sommaren 2005 flyttade han från moderklubben Lincoln City till Liverpool. Övergångssumman gick upp till 100 000 engelska pund. Han gjorde sin debut i ligacupen mot Reading FC i september 2007. År 2008 lånades Hobbs ut till Scunthorpe United där han spelade nio matcher. Hobbs lånades den kommande säsongen ut till det dåvarande League One-laget Leicester City. Hobbs spelade 44 av 46 ligamatcher då Leicester vann League One. Hobbs blev även invald i årets lag i League One.
Sommaren 2009 skrev Jack Hobbs på ett permanent kontrakt med Leicester. Han goda prestationer för klubben fortsatte då Leicester slutade på en femteplats i The Championship. I slutet av den säsongen blev Hobbs årets spelare i klubben; korad av både spelarna och fansen (delad med Andy King).

### Bolton Wanderers
Den 30 juli 2018 värvades Hobbs av Bolton Wanderers, där han skrev på ett ettårskontrakt. Hobbs lämnade Bolton efter säsongen 2018/2019 men värvades den 30 augusti 2019 tillbaka till klubben. Han hade redan sedan tidigare kommit överens med Bolton om ett kontrakt men var tvungen att vänta då klubben var under "administration". I juni 2020 lämnade Hobbs klubben i samband med att hans kontrakt gick ut.

## Meriter
Liverpool
- FA Youth Cup: 2006

Leicester City
- League One mästare: 2009

Individuellt
- Invald i årets League One lag: 2009
- Årets spelare i Leicester City (framröstad av spelarna): 2010
- Årets spelare i Leicester City (framröstad av fansen): 2010